# Piątnica Poduchowna
Piątnica Poduchowna is een dorp in het Poolse woiwodschap Podlachië, in het district Łomżyński. De plaats maakt deel uit van de gemeente Piątnica en telt 1800 inwoners.

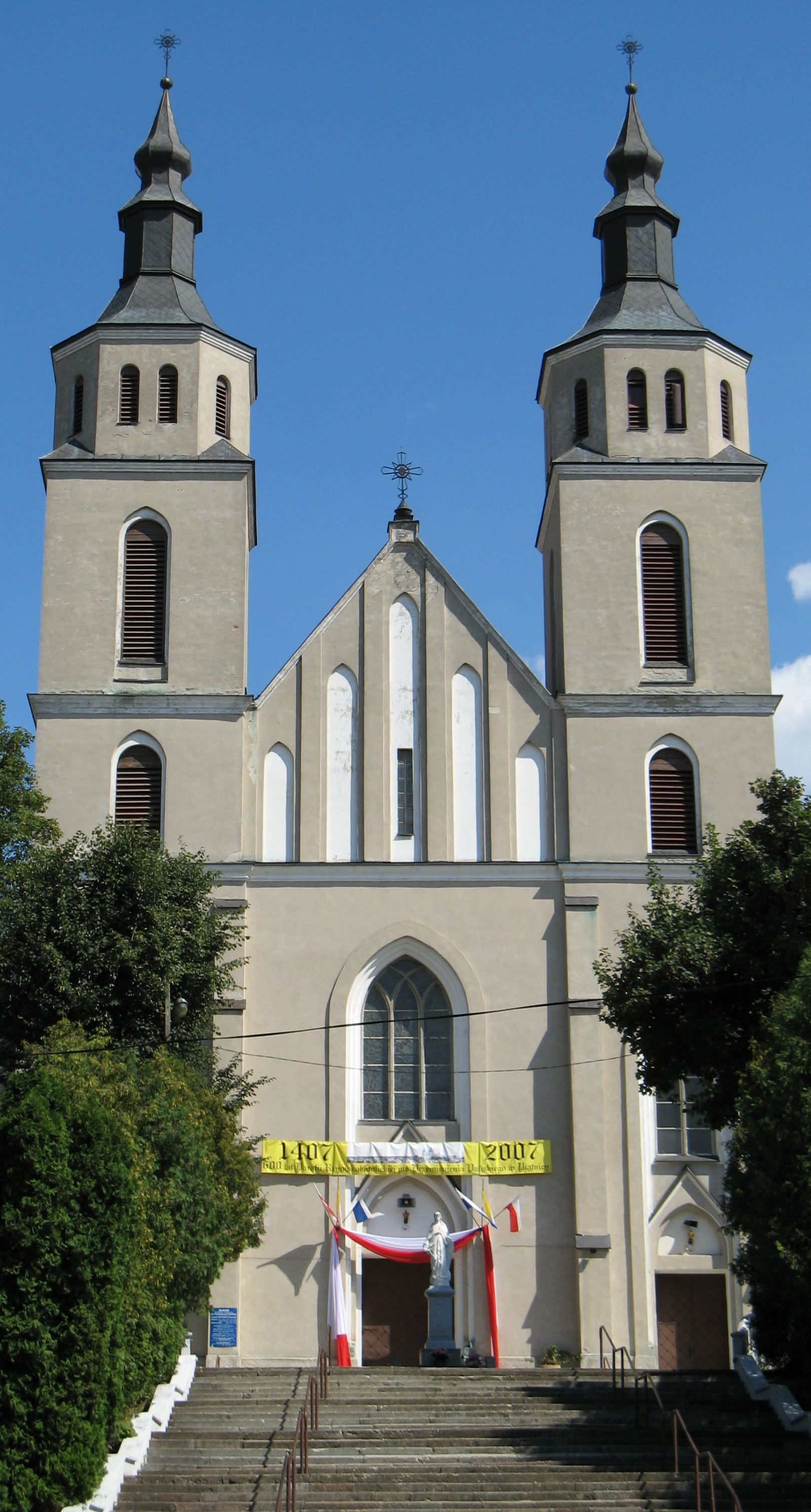
Kerk in Piątnica